# 健磐龍命
健磐龍命（たけいわたつのみこと、神武天皇即位前14年 - 神武天皇93年丙午8月15日）は、古代日本の人物あるいは神。景行紀に見える阿蘇都彦命（あそつひこのみこと）と同一人物とする説がある。
現在は阿蘇神社の祭神として知られ、健磐龍命神、健磐龍神、阿蘇神、阿蘇大神、阿蘇大明神という神号を持つ。さらにのちには阿蘇山の火山神としての性格も備えた。

## 系譜
健磐龍命の家系については5説がある。
第1は、神八井耳命の第5子とする説である。神八井耳命は神武天皇（初代天皇）の第3皇子で綏靖天皇（第2代天皇）の兄であり、天皇の位を弟に譲って神祇を奉典したという。
第2は、神八井耳命の第6子とする説である。
第3は、神八井耳命の孫とする説である。
第4は、神八井耳命の5世孫とする説である。
第5は、神八井耳命の11世孫とする説である。
- 嫡妻[13]：阿蘇比咩命[5]（阿蘇都媛命[1][2](あそつひめ[7])）[注 2]
阿蘇神社二宮祭神。草部吉見神（国龍神）[注 3]の娘[2]。
  - 第1子[14]：速瓶玉命[15]（はやみかたま の -/はやかめたま-[2]、速甕玉命[15]）
国造神社祭神。『先代旧事本紀』「国造本紀」によれば、崇神天皇（第10代天皇）の時代に初代阿蘇国造に任命されたという。阿蘇氏の祖[15]。
    - 孫：健渟美命[16][注 4]
甲佐神社祭神。健磐龍命の子ともいう。大宮司の始め[1]。
    - 孫：高橋神[17]
両神社（小国町）祭神。速瓶玉命の第2子。
    - 孫：火宮神（日宮神とも）[17]
両神社祭神。速瓶玉命の第3子。

## 記録
ここでは健磐龍命についての記録を史料別に示す。

### 日本書紀
『日本書紀』には、阿蘇都彦について次のような記載がある。景行天皇18年6月16日に景行天皇（第12代天皇）は九州巡幸の一環として阿蘇国に到ったが、その国の野原は広く遠く、人居は見えなかった。そこで天皇は「是国に人有りや。」と言った。するとその時阿蘇都彦・阿蘇都媛の二神があり、たちまちに人になって天皇のもとにいたり、「吾二人在り。何ぞ人無らんや。」と言った。ゆえにその国をなづけて阿蘇といったという。ただし、『日本書紀』には阿蘇都彦と健磐龍命を同人とする記録はないことに留意される。

### 肥後国風土記
『肥後国風土記』にも『日本書紀』とほぼ同内容の記載がある。景行天皇の発言は『日本書紀』と同一だが、二神の発言は「吾二神、阿蘇都彦阿蘇都媛、見（いま）此の国に在り。何ぞ人無らんや。」となっている。

### 延喜式
延喜式神名帳には、肥後国阿蘇郡の名神大社として「健磐龍命神社（たけいわたつ の みこと の -）」が記載され、現在は阿蘇神社一宮の祭神が健磐龍命である。
この阿蘇神社の創始は、孝霊天皇の9年6月に、孝霊天皇（第7代天皇）が速瓶玉命（前述）に勅して健磐龍命を神として祀らせたこととされる。またこの月の26日に勅して阿蘇宮を修造させたともいう。
また、阿蘇神社は景行天皇が阿蘇を訪れた時（前述）に速瓶玉命（前述）に命じて宮地村に建てたものであるともいう。また、景行天皇18年に景行天皇は健渟美命（前述）に勅して特に阿蘇神社への崇敬を尽くさしめたともいう。

### 国造本紀
『先代旧事本紀』「国造本紀」によれば、崇神天皇（第10代天皇）の時代に、火国造と同祖で神八井耳命（神武天皇（初代天皇）の皇子）の孫の速瓶玉命が初代阿蘇国造に任じられたという。また、速瓶玉命は、その父健磐龍命の意志を継ぎ、農耕を広めて畜産・植林等にも力を尽くしたという。

### 阿蘇における伝承
以下に『阿蘇郡誌』を基本とした伝承を示す。
健磐龍命は神武天皇即位前14年に神八井耳命の第5子として誕生した。
神武天皇76年に神武天皇（初代天皇）は孫である健磐龍命に西海鎮撫の命を下し、火の国に封じた。健磐龍命はこの年の2月に山城国宇治の郷から阿蘇に下向した。この途中、宮崎において神武天皇の宮跡にその神霊を祀ったのが宮崎神宮の創祀とされる。そこから延岡にうつり、そこから五ヶ瀬川をさかのぼり御嶽山の麓（御岳村）にしばらく留まり、成君・逆椿・村雨坂などを回った。そして御岳から馬見原に入り、幣立宮を建てて天つ神・国つ神を祭った。そこから草壁にうつり、阿蘇都姫（前述）をめとり阿蘇都彦と号した。そこから阿蘇にうつった。
当時、阿蘇カルデラの内部の阿蘇谷・南郷谷は湖（「介鳥湖」と呼ばれた）であった。健磐龍命は田を造るために湖水を排水しようとした。
そのときに子が生まれたので、その地は産山という。あるいは、生まれたのは健磐龍命の嫡孫で、命を山にたとえて「山が生まれた地」という意味の命名であるともいう。あるいは、生まれたのは阿蘇大神自身であるともいう。
そこから移動した健磐龍命は、排水のために外輪山を蹴破ろうとしたが、峠が二重になっているために破れなかった（二重峠）。2度目は山に隙間があったために成功し、湖水は西の方に流れ出た。「すきまがある」を約して「すがる」とし、以後この場所は「スガルが滝」と呼ばれるようになった。今「数鹿流ヶ滝」と書くのは、数匹の鹿が流されたためである。また、健磐龍命が蹴破った時に尻餅をついて「立てぬ」と言ったことから「立野」の地名ができた。
熊本市の小山と戸島は蹴破られた山の破片であり、菊陽町の津久礼（つくれ）は「つちくれ」の約で土塊が落ちたところであり、合志（こうし）という地名は小石に由来するという。また、大津町の引水（ひきみず）も関係地名である。
なお、健磐龍命は水が引く途中に流れをせきとめていた大鯰を退治したとする伝承も存在する。
なお、阿蘇カルデラ内がかつて湖であって、立野付近の決壊により消滅したというのは地学的事実であり、決壊年代は7万3千年以前と推定される。なお、カルデラの北側では弥生時代の櫂が出土しており、ごく最近まで一部は水域が残っていた。
こののち健磐龍命は自ら矢を射て、それが落ちたところに宮を定めた。これは現在の矢村社の地である。そうして定めた宮の地が、今の宮地の地名の由来である。この宮の近くには、「今村」「西村」「西町」といった集落が形成されたという。そののちに健磐龍命は残賊を平定した。
健磐龍命は阿蘇一帯を統治して、神武天皇93年丙午8月15日に107歳で薨じた。阿蘇市の阿蘇神社の楼門前には神陵があり、2個の小丘の北が健磐龍命、南が阿蘇都比咩神の陵であるという。

### その他
- 健磐龍命は「九州の長官」だったという[4]。
- 神武天皇は神武天皇76年2月1日に健磐龍命を阿蘇に封じたという[2]。
- 健磐龍命は神武天皇76年2月に大和国から阿蘇に下向したという[2]。
- のちの阿蘇神社の大宮司家（健磐龍命の子孫）が宇治氏なのは、健磐龍命の出発地が宇治であることによると伝えられる[2]。

## 伝承地
- 阿蘇大御神御足跡石（南阿蘇村白川西柳）
白川乾藪堂にある巨石で、健磐龍命の足跡が残されている[27]。伝承のみが残り石そのものは失われていたが、平成11年に地元住民により再発見された[27]。